# Beylerbeyi SK
Beylerbeyi Spor Külübü of Beylerbeyi SK is een Turkse club uit Istanboel. De club is opgericht in 1911. De thuisbasis van deze ploeg is het Beylerbeyi Stadı dat een capaciteit van 5.500 plaatsen heeft. De rivaal van Beylerbeyi is Beykoz 1908 en de derby heet Boğaz Derbisi.

## Erelijst
- Kampioen 3.Lig
- Kampioen 2.Lig
- İstanbul Şampiyonluğu